# Ólafur Elíasson
 (janvier 2024).
Pour les articles homonymes, voir Eliasson.
Ólafur Elíasson est un artiste contemporain islandais danois né le 5 février 1967 à Copenhague.

## Biographie
Ólafur Elíasson grandit dans la ville portuaire de Holbæk à une soixantaine de kilomètres à l'ouest de Copenhague. Il passe une partie de son enfance en Islande, pays d'origine de ses parents, auquel il restera très attaché.
Dès 1993, il s'établit à Cologne puis à Berlin en 1994. En 1989, il intègre l'Académie royale des beaux-arts du Danemark où il obtient son diplôme en 1995. Cette même année, il s'installe dans un atelier de la Rungestraße (de) à Berlin, où il vit et travaille en même temps.
L'une des spécificités de son travail réside dans l'intérêt qu'il porte à la surface. Il explore dans sa production la structure cristalline, les déformations, la lumière et ses effets, la couleur et les formes géométriques. Il travaille également la dimension narrative des œuvres, c'est-à-dire que celles-ci ont pour but de laisser facilement une trace dans la mémoire sous forme d'image ou de sensation.
Son œuvre explore la relation existante entre la nature et la technologie, comme lorsque des éléments tels que la température, l'olfactif ou encore l'air se convertissent en partie en éléments sculpturaux et en concepts artistiques.
Ólafur Elíasson qualifie son atelier berlinois de studio-laboratoire où le questionnement, la recherche et l'expérimentation constituent la base essentielle de sa démarche artistique.
Ses œuvres intègrent les notions d'espace et de temporalité, du design et de la science qu'il met en relation. L'artiste réussit ainsi à lier des domaines qui ne présentent pas forcément de points communs au premier abord.
En février 2017, il est annoncé au jury international du 67e Festival de Berlin, sous la présidence du réalisateur Paul Verhoeven.

## Le Studio Ólafur Elíasson
« Un artiste est impliqué dans la vie, dans la réalité du monde, dans l'idée du progrès. Mon studio est construit sur cet engagement » – Ólafur Elíasson.
De ses débuts, dans son premier atelier berlinois où il travaille seul dans un premier temps, puis aidé de deux ou trois assistants, le studio Elíasson ne cesse de grandir. En 2002, il s'établit dans les locaux d'un entrepôt désaffecté, non loin du musée d'art contemporain Hamburger Bahnhof, à l'ouest de Berlin (près du mur).
Il regroupe environ quatre-vingts personnes, aux nationalités et compétences diverses, à savoir des architectes, artistes, techniciens mais également des historiens d'art. On compte notamment parmi eux : Caroline Eggel (historienne d'art), Anna Engberg-Pedersen (historienne d'art), Daniel Largon (artiste), Andreas Eggetsen (architecte), Kerstin Schmidt (architecte), Sebastian Behmann (architecte), Ricardo Gomes (architecte), Ben Allen (architecte)…
Les architectes constituent la majorité de cette équipe pluridisciplinaire. Si la plupart des collaborateurs de l'artiste sont employés de manière permanente, d'autres personnes interviennent sur des projets spécifiques de manière occasionnelle. Ce fut notamment le cas pour le philosophe Paul Virilio, le théoricien des sciences Bruno Latour ou encore de célèbres architectes tels que Yona Friedman et Rem Koolhaas.
D'autre part, il entretient une étroite collaboration avec l'architecte, théoricien et artiste islandais Einar Þorsteinn Ásgeirsson. Leur première réalisation commune est un pavillon datant de 1996.
En 2007, l'artiste se lance à nouveau à la recherche de locaux plus spacieux permettant d'accueillir en plus de l'atelier de production, un espace réservé à la réalisation de projets en collaboration avec des étudiants, ceci lui permettant d'élargir son champ d'expérimentation. Cette démarche suit la volonté de rassembler la pratique de l'atelier d'artiste et la théorie de la formation académique.
Le studio est perçu comme une machine performante. Bien qu'essentiel pour la réalisation et l'expression artistique, il représente un outil pour la conception et non le thème de son art.
Aujourd'hui, le studio Elíasson est probablement l'un des plus importants dans le monde de l'art. L'artiste revêt parfois un statut particulier au sein de l'entreprise : celui de « client » dans le sens où il ne réalise pas forcément seul toutes les étapes du projet. Il se caractérise comme un « donneur d'idées », un « inventeur de concepts ». Il est en quelque sorte le chef d'orchestre, confiant diverses missions à ses collaborateurs.
Les œuvres de l'artiste portent en elles les traces de l'expérimentation. Ainsi, les étapes de recherche, de fabrication et de finalisation sont aussi importantes les unes que les autres : elles constituent la finalité-même de l'objet d'art. Cependant, le questionnement et le processus expérimental apparaissent aux yeux de l'artiste bien plus enrichissant que la réponse en elle-même.
Le dépassement perpétuel des limites connues constitue le principal moteur de son inspiration. Il exploite tous les champs du réel afin de créer une composition originale et innovante.
La lumière, et en particulier ses effets visuels, occupent une place importante dans sa recherche artistique. Un espace a d'ailleurs été aménagé à cet effet, entièrement blanc, afin d'optimiser la perception des sujets selon le type d'éclairage employé. La couleur est très présente dans ses œuvres, selon lui : « [elle] intensifie la réalité à tout moment. »
Le Studio possède son propre magazine : TYT (initiales correspondant à « Take Your Time », « Prends ton temps » en français). Celui-ci paraît trois fois par an.

## Œuvres (sélection)
- 1993 : Beauty

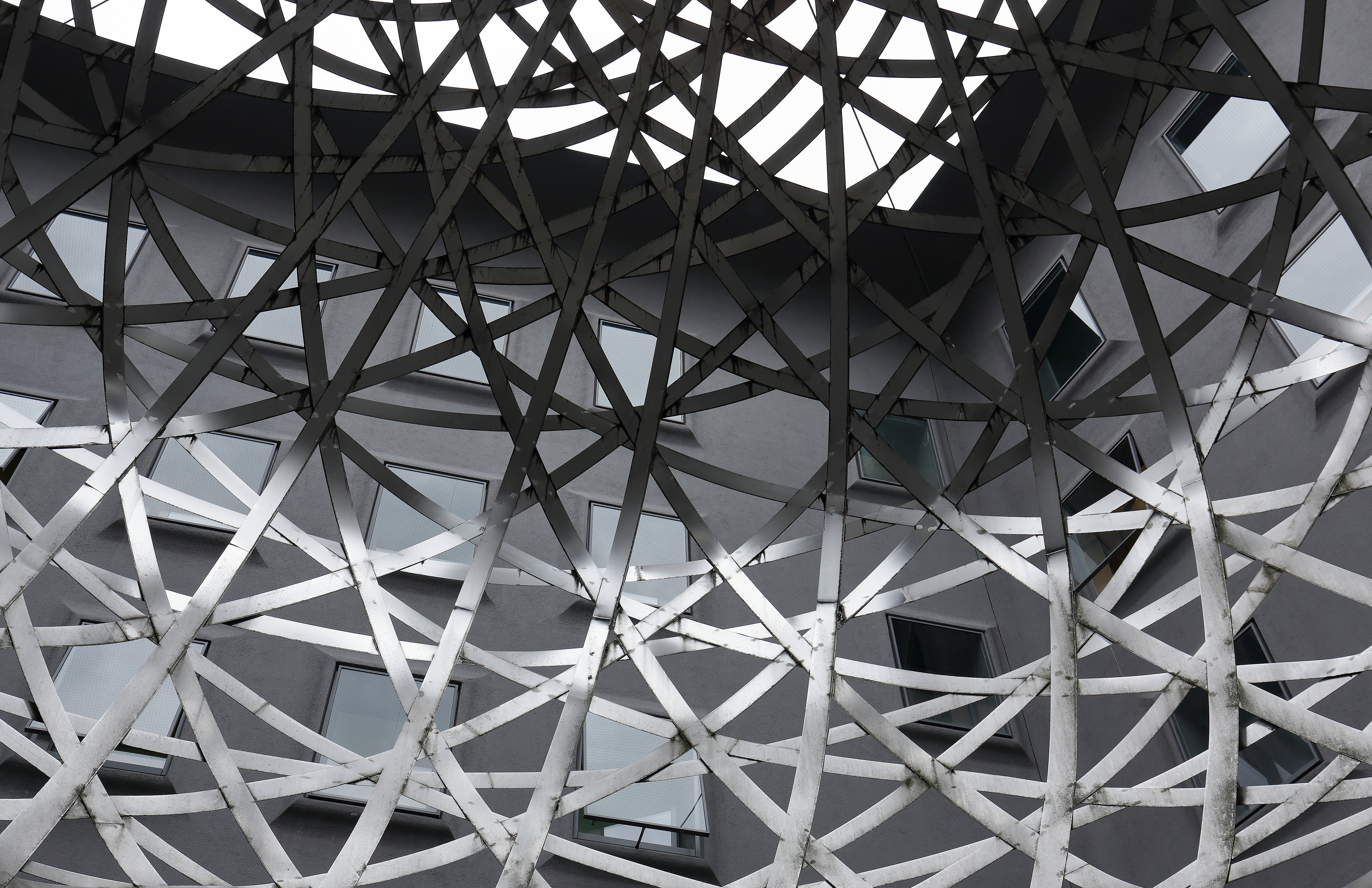
Fünf Höfe (détail), sphère placée dans un centre commercial de Munich.

- 1998-2001 : Green River (Tokyo, Stockholm, Los Angeles, Moss, Brème)
- 1999 :Camera Obscura
- 2001 : 
  - The mediated motion
  - Kaleidoscope
- 2002 : Your spiral view
- 2003 : 
  - The Weather Project
  - The blind Pavillon (Biennale de Venise)
  - La situazion antispettiva
- 2005 : Your invisible house
- 2006 : Eye see you
- 2007 : Your mobile expectations - BMW H2R Project
- 2008 : New York City Waterfalls
- 2009 : 
  - Your atmospheric colour atlas
  - Starbrick
  - Conception du pont piétonnier Cirkelbroen à Copenhague, achevé en 2015
- 2010 : Your blind movement
- 2011 : Your rainbow panorama
- 2012 : Cold wind sphere
- 2014 : Inside the horizon
- 2015 : Ice Watch[8]
- 2016 : 
  - Waterfall
  - The Curious Museum, Your Sense of Unity[9]

### Description de quelques œuvres
Beauty (1993)
Cette installation est exposée en 1993 aux musées d'art moderne de San Francisco, New York et Dallas. En utilisant de l'eau et du principe de la diffraction de la lumière, l'artiste fait apparaître un arc-en-ciel dans une pièce obscure. Pour ce faire, Elíasson dispose un tuyau d'arrosage percé au plafond : sous la pression l'eau jaillit, créant un rideau brumeux multicolore. L'intensité de l'arc-en-ciel varie selon l'endroit où le visiteur se trouve et la position qu'il adopte. La beauté éphémère est traduite à travers cette œuvre. En effet, le voile d'eau représente la fragilité allant de pair avec la notion d'éphémère, tandis que les ondes lumineuses visibles composant la lumière blanche symbolisent la beauté.
Camera Obscura (1999)
Dans cette installation, Ólafur Elíasson réutilise le principe de la camera obscura, connu depuis le XIe siècle. Ce dispositif optique se base sur l'émission d'un faisceau lumineux à travers une faille inscrite dans la paroi d'une pièce obscure. Cela permet d'obtenir une image inversée de l'extérieur. Dans sa première réalisation, l'artiste met en place un miroir reflétant une image de l'extérieur, puis avec une lentille concentre l'image sur une surface horizontale dans la salle d'exposition. Cette installation est mise en œuvre au musée d'art moderne de la ville de Paris en 2002, projetant ainsi une partie de la tour Eiffel.
Green River (1998-2001)
Ce projet a été réalisé dans 6 lieux différents : Brême (Allemagne, 1998), Moss (Norvège, 1998), Route du bas Fjallabak (Islande, 1998), Los Angeles (États-Unis, 1999), Stockholm (Suède, 2000), et Tokyo (Japon, 2001). Le principe consistait à déverser de l'uranine dans des cours d'eau afin de modifier de manière radicale leur apparence et la relation qu'ils entretiennent avec leur environnement immédiat. Le produit introduit dans l'eau est une teinture aquasoluble, la fluorescéine ou uranine, utilisée pour détecter les différents courants marins et océaniques. La couleur verte habituellement associée à la Nature transparaît dans ces contextes de manière très artificielle. Le bouleversement visuel et physique des cours d'eau par l'artiste a suscités diverses réactions de la part des populations selon leur localisation géographique.
Kaléidoscope (2001)
Cette installation est exposée au ZKM à Karlsruhe en Allemagne en 2001. L'installation consiste en un tunnel ouvert à ses deux extrémités se composant de 6 panneaux de miroir de forme hexagonale. La structure de cette installation s'articule à partir du plafond auquel elle est suspendue. Fonctionnant comme un kaléidoscope, le tunnel offre une vision démultipliée de l'espace et de ses spectateurs. Le principe du kaléidoscope a fait l'objet de nombreuses expérimentations de l'artiste. Cette œuvre démontre l'intérêt de l'artiste pour la structure des cristaux, composée d'une multitude de facettes lui permettant d'augmenter la surface de ses œuvres.
The mediated motion (2001)
Cette série d'installations investi le bâtiment de la Kunsthaus Bregenz en Autriche avec lequel l'artiste et le paysagiste Günther Vogt ont tenté d'établir un réel dialogue. Les installations s'organisent sur 4 niveaux. Le rez-de-chaussée accueille un amas de bûches sur lesquelles se développent des champignons (Lentuna edodes). Au premier niveau, on trouve une série de pontons survolant un bassin rempli d'une multitude de lentilles aquatiques (lemna minor). Le parcours se poursuit au deuxième étage où de la terre compressée, formant une pente douce, recouvre entièrement le sol. Pour accéder au dernier niveau, le visiteur emprunte un escalier en bois brut (superposé à l'escalier de béton existant) afin de ne pas interrompre le lien d'un paysage à un autre. On arrive enfin sur une passerelle suspendue, se terminant brusquement sur un mur aveugle, obligeant le promeneur à rebrousser chemin. Cet effet de rupture est d'autant plus fort que la pièce est plongée dans un épais brouillard. Il s'agit d'une réelle promenade architecturale. Pour Elíasson, le musée représente une « machine de vision » défiant nos sens et nos pensées.
Your spiral view (2002)
Cette installation se présente sous la forme d'un tunnel composé de deux spirales en acier à poli miroir imbriquées. Le spectateur bénéficie d'une vue légèrement surélevée. La géométrie de l'installation génère une impression de mouvement, dont la direction est difficile à discerner et une image qui se répète à l'infini.
La situazione antispettiva (2003) (50e biennale de Venise)
Cette structure est composée d'environ 250 cônes polygonaux en acier inoxydable, polis sur leur face intérieure, et laissés bruts à l'extérieur avec des boulons apparents en acier non traité. Les visiteurs peuvent apercevoir depuis l'extérieur l'intérieur du kaléidoscope à travers les extrémités tronquées des cônes. Une fois à l'intérieur, le visiteur bénéficie d'une vue à 360°, où son image est reflétée à l'infini grâce aux nombreuses imbrications des facettes.
The Weather Project (2003)
Ce projet a investi le hall des turbines de la Tate Modern de Londres. Un écran semi-circulaire est suspendu à 7,70m du fond de la salle. Ce dernier est rétroéclairé par environ 200 ampoules à monofréquence. Des cadres en aluminium sont suspendus sur un plafond tendus d'un film miroir, donnant l'impression que le volume est deux fois plus important. Derrière cette installation les visiteurs peuvent découvrir la mise en œuvre de ce dispositif de même que la partie supérieure du miroir est visible depuis l'étage supérieur du musée. Les visiteurs sont plongés dans un brouillard artificiel, grâce à la présence d'humidificateurs, ce qui permet de renforcer le jeu d'illusion et de désillusion instauré par l'artiste. Plus de deux millions de visiteurs ont pu participer à l'expérience. Grâce à ce projet, Ólafur Elíasson devient un personnage public.
Your invisible house (2005)
Il s'agit d'un pavillon réalisé en acier et vitres en verre-miroir, comportant deux parties similaires disposées l'une à l'intérieur de l'autre. Cette construction géométrique permet d'obtenir une multitude de perspectives différentes. Le cadre naturel se reflète dans les facettes brillantes du pavillon : l'environnement et la structure, ainsi dématérialisée, fusionnent.
Eye see you (2006)
Ce travail fut l'objet d'une commande de Louis Vuitton Malletier, pour ses boutiques de luxe, et fut installé dans 360 boutiques à travers le monde durant la période de Noël, dont la célèbre 5e avenue de New York. Pour cela, Ólafur Elíasson a utilisé le principe du four solaire, généralement employé pour la cuisson des aliments grâce au rayonnement solaire. Celui-ci est réalisé en poli miroir. En son centre, une lampe au sodium émettant une lumière monofréquence illumine la rue et crée des jeux de réflexion avec les voitures passantes ainsi qu'avec le vitrage des magasins avoisinants. La perception de cet « objet » varie en fonction de la position du spectateur grâce à la présence d'un disque de verre chromatique devant la lampe. Ce projet fait référence à la notion de « regarder » et « d'être regardé » : les passants peuvent observer l'objet dans la vitrine qui leur renvoie leur propre image. Ce reflet incarne le désir envers un objet de consommation inabordable pour beaucoup. La question de la mesure de la valeur est alors posée. Dans cet esprit, l'ensemble des honoraires a été reversé à la fondation 121ethiopia, créée par l'artiste et son épouse.
Your mobile expectations – BMW H2R Project (2007)
La firme BMW a fait appel à Ólafur Elíasson pour créer une Art Car. Le travail sur ce projet a débuté en 2005, avec la livraison d'une BMW H2R à moteur hydrogène. Une équipe formée d'architectes, de designers, de scientifiques et de théoriciens a participé à l'élaboration de ce projet. Les objectifs étaient de travailler sur la mobilité, la perception, le design et l'architecture.

« Le but de cette recherche était de considérer la voiture non comme un objet, mais comme une partie d'un ensemble complexe de relations et d'échanges avec l'environnement. [...] La structure a subi une série de tests. Complètement dévêtu de son corps d'alliage d'origine, le véhicule a reçu un nouveau cadre constitué de barres en acier. Dans un premier temps, le dôme géodésique ainsi créé fut entièrement recouvert de glace - le véhicule étant conservé dans un pavillon où la température était inférieure à 0 °C. Lors de la seconde étape, deux mille litres d'eau ont été projetés sur la structure en acier soudé et miroirs. Une peau de glace et des stalactites se sont développées entre les deux couches. Enfin, la art car fut mise en lumière depuis l'intérieur par une lampe monofréquence »

The New-York city waterfalls (2008)
Il s'agit d'une installation temporaire réalisée de juillet à octobre 2008 à la suite d'une commande du Public Art Fund de New York. Dans le secteur de l'East River, quatre cascades artificielles ont été créées grâce à des structures imposantes (30 à 40 m de haut) composées d'échafaudages, et de pompes reliées à des tuyaux. L'une était située sous le pont de Brooklyn, attirant des centaines de milliers de curieux,, une autre entre les appontements 4 et 5 de Brooklyn, et les deux dernières à Lower Manhattan (appontement 35) et sur Governors Island. Ce projet s'inscrit dans la continuité des premières œuvres réalisées en 1998, Waterfall et Reversed Waterfall ainsi que Waterfall en 2004.
Your atmospheric colour atlas (2009)
Connu pour explorer les modes de la perception humaine à travers ses œuvres, Ólafur Elíasson en fait une nouvelle fois la démonstration au musée d'art contemporain du XXIe siècle de Kanazawa, au Japon en 2009. Dans cette installation, l'artiste parvient à capturer la lumière colorée dans la brume via une approche originale mêlant effets lumineux, eau et brouillard. L'utilisation de vert, de bleu et de rouge fluorescents permet aux spectateurs de percevoir toute la palette du spectre lumineux alors qu'ils déambulent dans la pièce. De cette manière, le visiteur s'immerge totalement dans une expérience sensible de l'espace.
Starbrick (2009)
Ce qui fait l'une des singularités de Starbrick est le fait qu'il s'agit de la première réalisation commercialisée en édition illimitée. Développée comme un module, sa structure la rend extrêmement polyvalente. Le luminaire peut aussi bien être suspendu au plafond, que posé simplement sur le sol ou disposé sur un meuble. L'assemblage de modules peut se faire à l'infini. La structure de base du module consiste en un cube sur lequel six surfaces cubiques supplémentaires ont été ajoutées et positionnées selon un angle à 45°. Ces dernières permettent l'imbrication de la starbrick avec d'autres modules. Les dimensions de l'objet sont de 550 × 560 × 460 mm pour une masse de 7 kg. La starbrick est formée de composants de polycarbonate de surface noire matte, modelés par injections. Dans le cœur, les surfaces de miroir jaune semi-transparent sont rétroéclairées par des LED. L'intensité lumineuse peut être contrôlée grâce à une télécommande permettant de varier les ambiances.
Your rainbow panorama (2011)
Depuis mai 2011, Your rainbow panorama a investi l'ARoS Aarhus Kunstmuseum, réalisé par l'architecte Schmidt Hammer Lassen, dans la ville de Aarhus au Danemark. Des panneaux transparents aux couleurs du spectre chromatique bordent un couloir circulaire de 52 mètres de diamètre et de 3 mètres de large. Situé au sommet du bâtiment, la promenade offre une vue dégagée à 360° sur la ville danoise. Véritable arc-en-ciel en lévitation, les visiteurs suspendus entre la ville et le ciel, participent à une véritable expérience sensorielle,.
Inside the horizon (2014)
Installation réalisée pour la fondation Louis-Vuitton en 2014. Un jeu de miroir entraîne un effet de profondeur et de répétition pour jouer avec les visiteurs.
Tree of Codes (2019)
Olafur Eliasson réalise la scénographie du ballet Tree of Codes, présenté au public durant la saison 2018-2019 de l'Opéra de Paris. Les décors sont constitués de panneaux et de miroirs qui créent l'effet d'un kaleidoscope, produisant notamment l'illusion d'un plus grand nombre de danseurs sur scène.

## Publication
- Take you time (en français : Prenez votre temps) a été publié pour accompagner l’exposition organisée par Madeleine Grynsztejn au Musée d'art moderne de San Francisco en 2007, puis aux États-Unis au Musée d’Art moderne, à Long Island, à New York en 2008, au Musée d'art de Dallas en 2008, et au Musée d'art contemporain de Chicago en 2009. L'exposition a également eu lieu au Musée d'art contemporain de Sydney, en Australie en décembre 2009, où elle offrit un aperçu chronologique du travail d'Ólafur Elíasson. Le catalogue comprend également quatre parcours de certaines de ses plus grandes installations ainsi que les expositions de l'artiste.

La publication comprend une série de textes de Mieke Bal, Klaus Biesenbach, Daniel Birnbaum (de), Ólafur Elíasson, Madeleine Grynsztejn, Robert Irwin, Pamela M. Lee, Roxana Marcoci et Henry Urbach qui fournissent des lectures complexes et approfondies du travail d'Elíasson. Il contient la chronologie la plus complète des expositions, publications, articles et revues d’Elíasson.
L'un des travaux clés inclus dans l'exposition a été The cubic structural evolution project (2004), une vaste métropole de Lego blanc. Le travail a été en constante évolution, car il a été construit, ajouté, abattu et reconstruit tous les jours au cours de l’exposition. L’exposition a battu les records de présence précédents pour une exposition payante au MCA (Musée d’Art contemporain à Sydney). Les visiteurs de la MCA demandent encore parfois[Quand ?] à visiter la « salle de Lego ».
- TYT « Take your time » est un catalogue de 276 pages écrit en anglais, édité par Madeleine Grynsztejn.

## Architecture
- Harpa

Répétant les colonnes de basalte cristallines généralement trouvées en Islande, les façades géométriques de la salle de concert et du centre de conférences de Harpa Reykjavik étaient basées sur une structure modulaire.
En 2002, Elíasson et Thorsteinn ont commencé à étudier le potentiel d'utilisation de la quasi-brique dans l'architecture. Lorsque les modules sont empilés, ils ne laissent aucun écart entre eux, de sorte qu'ils peuvent être utilisés pour construire des murs et des éléments structurels. La combinaison de la régularité et de l'irrégularité dans les modules confère aux façades une qualité chaotique et imprévisible qui peut être obtenue grâce à l'empilage de cubes.
Les façades de Harpa sont à la fois esthétiquement et fonctionnellement solidaires du bâtiment. Les modules à quasi-brique intègrent des vitres de couleur, qui semblent être des couleurs différentes, selon la manière dont la lumière les frappe; Le bâtiment brille, réagit à la météo, à la période de l'année et la position et les mouvements des téléspectateurs. Ólafur Elíasson et son studio ont conçu les façades de Harpa Reykjavik Concert Hall and Conference Centre en collaboration avec Henning Larsen Architects.

## Récompenses

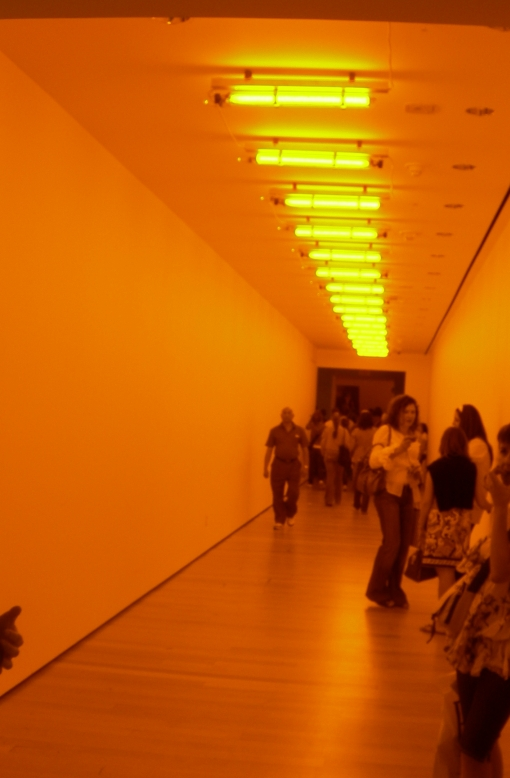
Take your Time, MoMA, 2008

Le 16 mai 2007, Ólafur Elíasson reçoit le prix Joan Miro, organisé conjointement par la fondation Miro de Barcelone et la Fondation Caixa Girona. Une donation de 70 000 euros est remise à l'artiste ainsi qu'un trophée dessiné par André Ricard. Un an plus tard, la Fondation Joan-Miró et le Centre culturel de Caixa Girona accueillent en juin 2008 une exposition de l'artiste spécialement créée pour ces deux lieux, sur le thème principal de la perception des couleurs et de la lumière à travers les espaces, et la capacité du spectateur à s'interroger sur la nature des choses par la conscience et l'expérimentation physique,.
Il est aussi récipiendaire de la médaille Eckersberg.
En 2023, il est lauréat du Praemium Imperiale.

### Vidéos
- Sciences Po, The sun has no money by Olafur Eliasson
- Your rainbow panorama
- Playing with space and light
- The Weather Project'